# Sonorella coltoniana
Sonorella coltoniana är en snäckart som beskrevs av Henry Augustus Pilsbry 1939. Sonorella coltoniana ingår i släktet Sonorella och familjen Helminthoglyptidae. Inga underarter finns listade i Catalogue of Life.